# Eclissi solare del 19 aprile 1958
L'eclissi solare del 19 aprile 1958 è un evento astronomico che ha avuto luogo il suddetto giorno attorno alle ore 3.27 UTC. 
L'eclissi, di tipo anulare, è stata visibile in alcune parti dell'Asia (Birmania, Cambogia, Cina, Giappone, India, Laos, Thailandia e Vietnam) e dell'Oceano Pacifico.
L'eclissi è durata 7 minuti e 7 secondi.

## Osservazioni a fini scientifici
L'Accademia delle scienze sovietica, il predecessore dell'Accademia russa delle Scienze, insieme all'Accademia cinese delle scienze hanno formato un gruppo di osservazione congiunto a Sanya, in Cina, utilizzando un radiotelescopio parabolico equatoriale realizzato dall'Istituto di fisica Lebedev e un radiometro a doppio canale utilizzato come ricevitore per onde radio millimetriche. L'osservazione di tali onde radio consente di studiare gli strati inferiore e medio della cromosfera, più distinguibile durante un'eclissi solare.
Il Giappone inviò una nave di osservazione presso l'isola di Hachijo nelle isole Izu, in direzione sud dell'Oceano Pacifico. Furono scattate foto dell'eclissi solare sull'isola di Tanegashima nelle isole Osumi e furono registrate luminosità, pressione dell'aria, temperatura dell'aria, umidità, temperatura dell'acqua nel bacino idrico e temperatura del suolo ogni 10 minuti. Direzione del vento, velocità del vento e ulteriori dati.

## Eclissi correlate

### Eclissi solari 1957 -1960
Questa eclissi è un membro di una serie semestrale. Un'eclissi in una serie semestrale di eclissi solari si ripete approssimativamente ogni 177 giorni e 4 ore (un semestre) in nodi alternati dell'orbita della Luna.

### Ciclo di Saros 128
Questa eclissi è un membro del ciclo di Saros 128, che include 73 eclissi che si verificano a intervalli di 18 anni e 11 giorni. La serie è iniziata con l'eclissi solare parziale il 29 agosto 984 d.C. Dal 16 maggio 1417 al 18 giugno 1471 la serie ha compreso eclissi solari totali, seguite da eclissi solari ibride dal 28 giugno 1489 al 31 luglio 1543 ed eclissi solari anulari dall'11 agosto 1561 al 25 luglio 2120. La serie termina al membro 73 come un'eclissi parziale il 1 novembre 2282. Tutte le eclissi in questa serie si verificano nel nodo discendente della Luna.